# Ludmiła Biełousowa
Ludmiła Jewgienjewna Biełousowa (ros. Людмила Евгеньевна Белоусова; ur. 22 listopada 1935 w Uljanowsku, zm. 29 września 2017 w Interlaken) – radziecka łyżwiarka figurowa startująca w parach sportowych z mężem Olegiem Protopopowem. Dwukrotna mistrzyni olimpijska (1964, 1968), czterokrotna mistrzyni świata (1965–1968), czterokrotna mistrzyni Europy (1966–1969).
Wraz z mężem Olegiem Protopopowem zapoczątkowali nową erę w kokurencji par sportowych. Stworzyli romantyczny styl, charakteryzujący się wolnymi, dostojnymi ruchami, który nawiązywał do baletu rosyjskiego. Razem z mężem są uznawani za ikony łyżwiarstwa figurowego – wnieśli do niego swój artystyczny, oryginalny styl. Zapoczątkowali trzy nowe odmiany „spirali śmierci” (nazywanej początkowo „kosmiczną spiralą”), będącej obecnie jednym z obowiązkowych elementów wykonywanych przez łyżwiarskie pary sportowe: przodem wewnątrz, przodem zewnątrz oraz tyłem wewnątrz.
Biełousowa i Protopopow po raz pierwszy wywalczyli złote medale na mistrzostwach świata i Europy w 1965 roku, stając się jednocześnie pierwszą radziecką (rosyjską) parą, której udało się tego dokonać. Na Zimowych Igrzyskach Olimpijskich w 1968 roku (Grenoble) udało im się po raz drugi zdobyć olimpijskie złoto. Należą do najstarszych mistrzów olimpijskich w łyżwiarstwie figurowym – Biełousowa miała wówczas 32 lata, podczas gdy Protopopow – 35.

## Życie prywatne
5 grudnia 1957 roku Ludmiła Biełousowa poślubiła swojego partnera sportowego – Olega Protopopowa. Pomimo że pozostała przy panieńskim nazwisku, para była powszechnie określana jako „Protopopowie”. Pragnąc przez cały czas być aktywnymi łyżwiarzami, świadomie zdecydowali o nieposiadaniu potomstwa.
24 września 1979 roku Biełousowa i Protopopow zbiegli do Szwajcarii, gdzie w tym czasie gościnnie występowali, składając wniosek o azyl polityczny (mieli wówczas odpowiednio: 43 i 47 lat), który został rozpatrzony pozytywnie. Zamieszkali w wiosce górskiej Grindelwald, położonej w górskiej części Berner Oberland, w kantonie Berno. Szwajcarskie obywatelstwo otrzymali  w 1995 roku. Państwo to pozostawało ich zimowym miejscem pobytu, podczas gdy ich letni dom i centrum treningowe znajdowały się w Lake Placid w amerykańskim stanie Nowy Jork. 25 lutego 2003 roku po raz pierwszy od 23 lat odwiedzili Rosję, dokąd przyjechali na zaproszenie jednego z najbardziej utytułowanych rosyjskich hokeistów – Wiaczesława Fietisowa.

## Fotogaleria

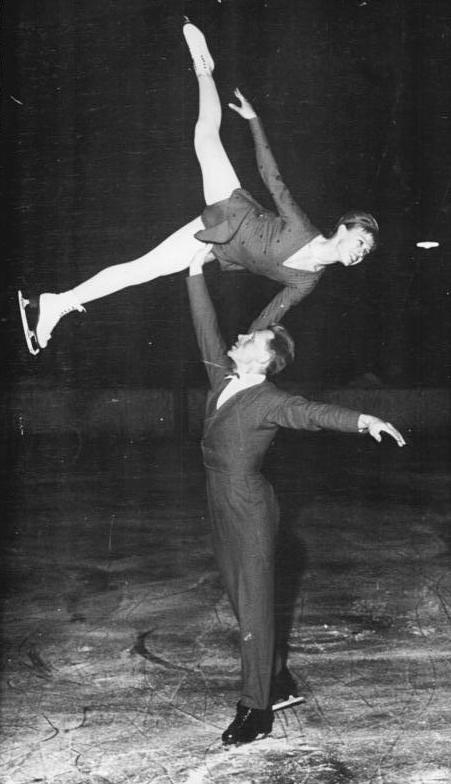
Oleg Protopopow i Ludmiła Biełousowa podczas występu w Chemnitz (wówczas Karl-Marx-Stadt), 18 marca 1963
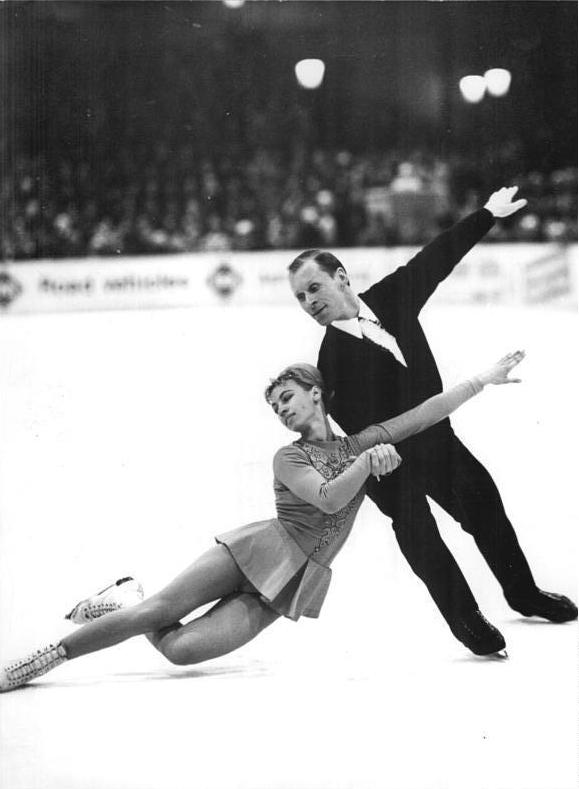
Oleg Protopopow i Ludmiła Biełousowa podczas występu w Karl-Marx-Stadt Eissporthalle, Chemnitz, 13 marca 1968

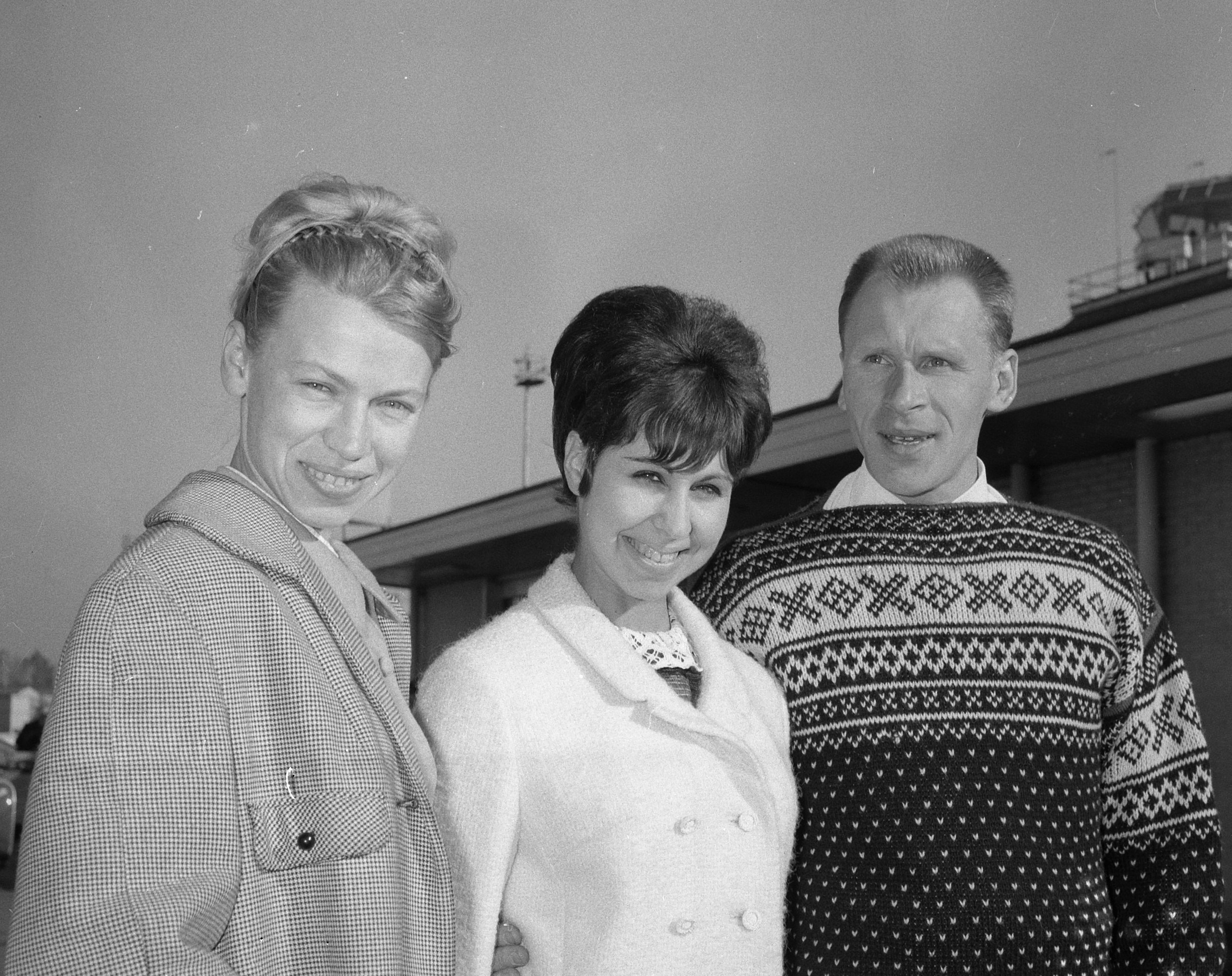
Ludmiła Biełousowa, Petra Burka i Oleg Protopopow na lotnisku, 28 października 1965
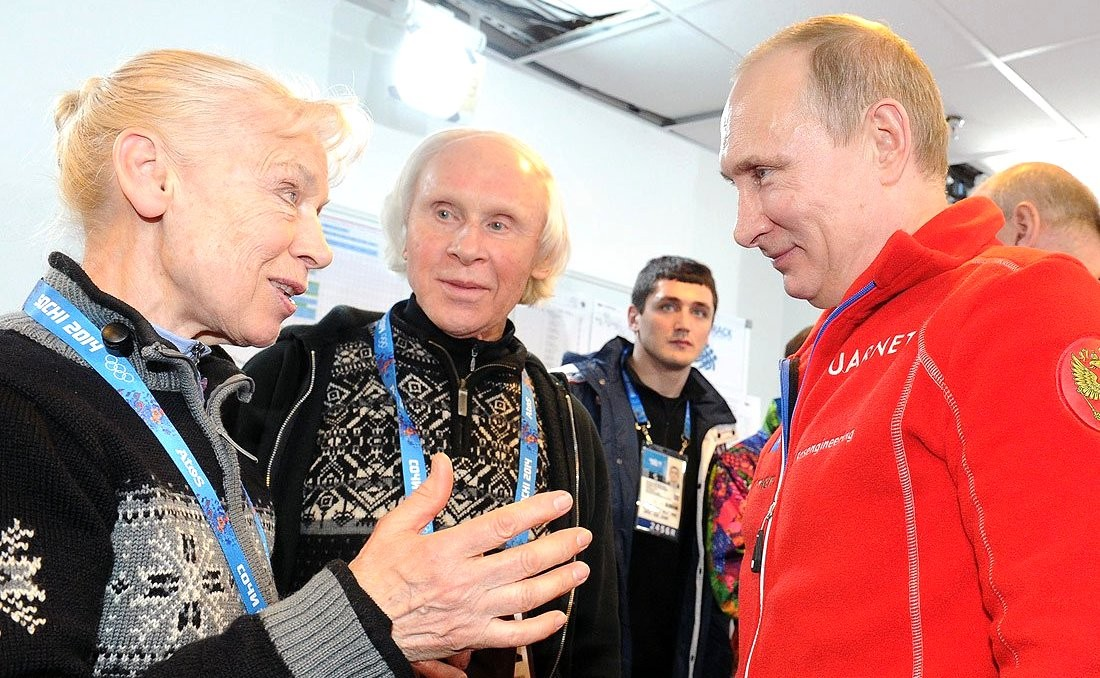
Władimir Putin rozmawia z Olegiem Protopopowem i Ludmiłą Biełousową, Pałac sportów zimowych Ajsbierg, 9 lutego 2014

## Osiągnięcia
Z Olegiem Protopopowem
| Zawody               | 54–55          | 55–56          | 56–57          | 57–58          | 58–59          | 59–60          | 60–61          | 61–62          | 62–63          | 63–64          | 64–65          | 65–66          | 66–67          | 67–68          | 68–69          | 69–70          | 70–71          | 71–72          | 72–73          |
| Międzynarodowe       | Międzynarodowe | Międzynarodowe | Międzynarodowe | Międzynarodowe | Międzynarodowe | Międzynarodowe | Międzynarodowe | Międzynarodowe | Międzynarodowe | Międzynarodowe | Międzynarodowe | Międzynarodowe | Międzynarodowe | Międzynarodowe | Międzynarodowe | Międzynarodowe | Międzynarodowe | Międzynarodowe | Międzynarodowe |
| -------------------- | -------------- | -------------- | -------------- | -------------- | -------------- | -------------- | -------------- | -------------- | -------------- | -------------- | -------------- | -------------- | -------------- | -------------- | -------------- | -------------- | -------------- | -------------- | -------------- |
| Igrzyska olimpijskie |                |                |                |                |                | 9              |                |                |                | 1              |                |                |                | 1              |                |                |                |                |                |
| Mistrzostwa świata   |                |                |                | 13             |                | 8              |                | 2              | 2              | 2              | 1              | 1              | 1              | 1              | 3              |                |                |                |                |
| Mistrzostwa Europy   |                |                |                | 10             | 7              | 4              |                | 2              | 2              | 2              | 1              | 1              | 1              | 1              | 2              |                |                |                |                |
| Prize of Moscow News |                |                |                |                |                |                |                |                |                |                |                |                |                |                |                |                | 3              | 1              | 2              |
| Krajowe              |                |                |                |                |                |                |                |                |                |                |                |                |                |                |                |                |                |                |                |
| Mistrzostwa ZSRR     | 3              | 4              | 2              | 2              | 2              |                | 2              | 1              | 1              | 1              |                | 1              | 1              | 1              | 2              | 4              | 6              | 3              |                |

## Nagrody i odznaczenia
- Światowa Galeria Sławy Łyżwiarstwa Figurowego – 1978[11]